# Варшавский вариант польского литературного языка
Варша́вский вариа́нт по́льского литерату́рного языка́ (также мазовецкий вариант польского литературного языка, варшавский польский язык; пол. odmiana regionalna warszawska, odmiana regionalna mazowiecka, polszczyzna warszawska) — один из трёх основных региональных вариантов польского стандартного языка, отмечаемых в исконном польском языковом ареале наряду с познанским и краковским. Является средством главным образом устного общения для части жителей Варшавы и других городов Мазовецкого региона. Характеризуется всеми основными языковыми чертами польской литературной нормы, которые дополняются небольшим числом регионально окрашенных черт.
Отличия варшавского польского от других региональных вариантов польского литературного языка являются незначительными и не препятствуют общению носителей указанных языковых форм. В современной Польше наряду с процессами стирания территориальных языковых различий появляется тенденция к сохранению регионально окрашенной речи как части региональной идентичности, отмечаемая также и в Варшаве. При этом ряд варшавских регионализмов приобретает общепольский характер благодаря влиянию СМИ.
Наряду с варшавским региональным вариантом в Варшаве распространён близкий по характеристикам идиом — городской варшавский говор (диалект), который имеет смешанный характер, сочетая в себе в разной мере признаки как литературного языка, так и мазовецких говоров. Сближение варшавского варианта литературного языка и варшавского городского говора привело к тому, что ко второй половине XX века стало сложно провести между ними чёткую границу.

## Характеристика

### Фонетика
Основными фонетическими особенностями варшавского варианта польского литературного языка являются оглушающий тип межсловной фонетики (сандхи), при котором оглушаются конечные звонкие согласные и сохраняется глухость конечных глухих согласных на стыке слов перед последующим начальным сонорным согласным или любым гласным (brat ojca [brat‿oɪ̯ca] «брат отца», dziś nagle [ʒ́iś‿nagle] «сегодня вдруг», pies Roberta [p’jes‿Roberta] «пёс Роберта», talerz malin [taleš‿mal’in] «тарелка малины») и произношение переднеязычной носовой согласной n в группах согласных nk, n’k’, ng, n’g’ (panienka [pańenka], okienko [ok’enko]). Кроме того, как отмечает А. Вильконь, не только в обиходно-разговорной речи, но и в публичной речи некоторых варшавских дикторов, политиков, учёных и литераторов наблюдается диалектная реализация носовых гласных заднего ряда в конце слова типа z młodzieżo polsko литер. z młodzieżą polską «с польской молодёжью», ido ulico литер. idą ulicą «идут по улице». Также в разговорном языке Варшавы сохраняются фонетические особенности, не соответствующие польскому литературному произношению: renkie при общепол. rękę «руку», nogie при общепол. nogę «ногу», lypa при общепол. lipa «липа», lyst при общепол. list «письмо», renkamy при общепол. rękami «руками», nogamy при общепол. nogami «ногами»; мягкие согласные на месте sz, ż, cz, dż; kelich при общепол. kielich «бокал, чаша», cukerek при общепол. cukeriek «конфета».

### Морфология
В области морфологии в варшавском варианте отмечается появление глагольной флексии -eć на месте -i(y)ć и -i(y)ć — на месте -eć (wymyśleć при общепол. wymyślić, а также cierpić, słyszyć при общепол. cierpieć, słyszeć); бо́льшая продуктивность при словообразовании существительных суффикса -ak (kurczak, cielak на месте kurczę, cielę) и т. д.

### Лексика
К лексическим особенностям варшавской речи относят распространение слов chaber при общепол. bławatek; kubeł при общепол. wiadro; włoszczyzna; zsiadłe mleko; na dworzu в значении na zewnątrz domu «во дворе, вне дома». Значительная часть слов, первоначально распространённая только в мазовецком регионе, в настоящее время благодаря СМИ становится общепольской.